# Садовая улица (Самара)
Садо́вая у́лица пролегает в Самарском и Ленинском районах городского округа Самара. Начинается от берега реки Самары и улицы Затонной, пересекает улицы Венцека, Ленинградскую, Некрасовскую, Льва Толстого, Красноармейскую, Рабочую, Вилоновскую, Ульяновскую, Ярмарочную, Маяковского, Чкалова. Заканчивается улицей Полевой.

## История улицы
Эта улица появляется на картах Самары начиная с 1839 года.
В 1882 году на Садовой построена «паровая макаронная фабрика» Кеницера, в 1908 году — открыта синагога, в 1913 году — кинотеатр «Фурор».
На Садовой улице в 1947 году был установлен первый в городе светофор (см. ниже «Транспорт»).

## Здания и сооружения

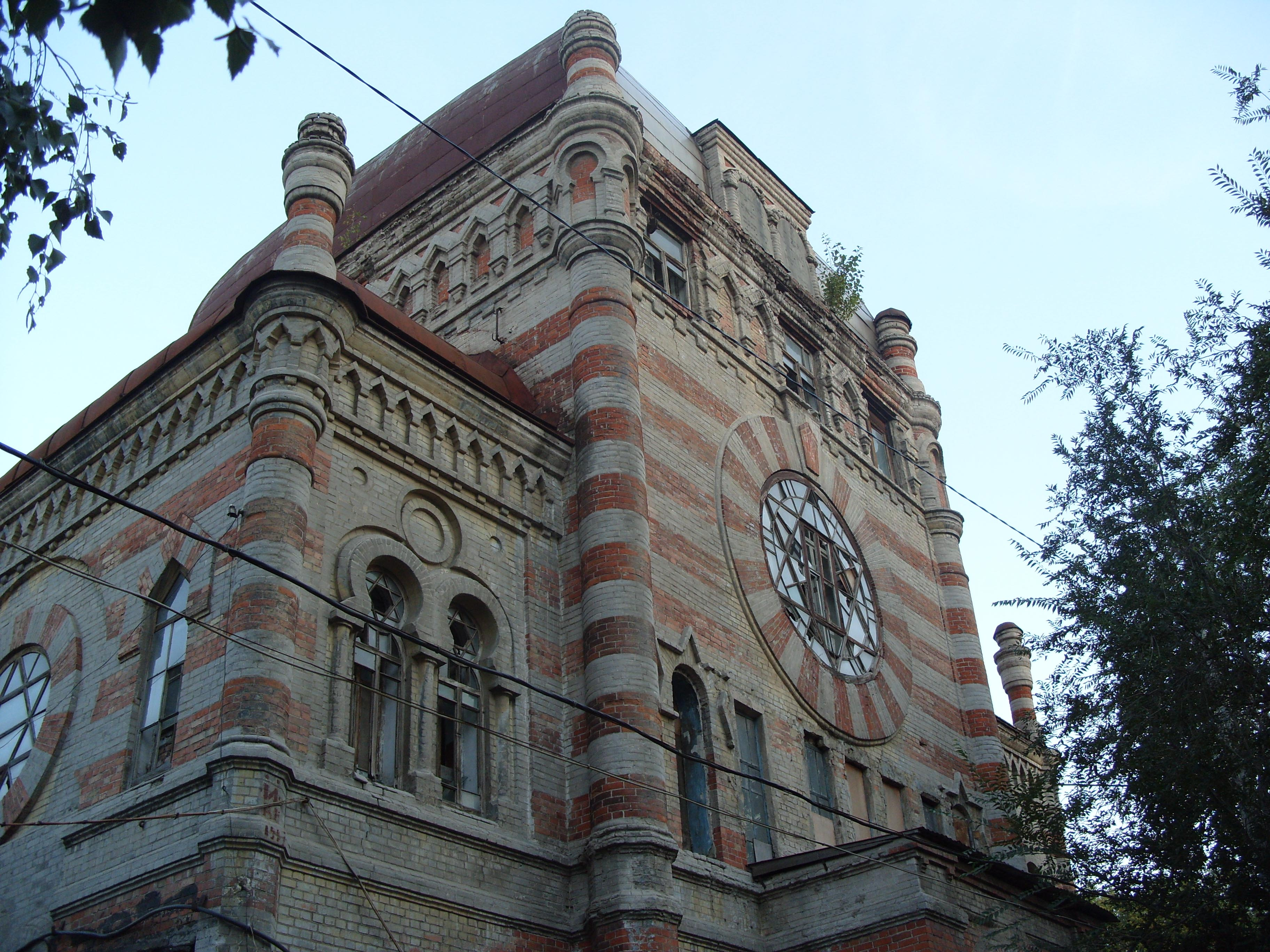
Самарская хоральная синагога

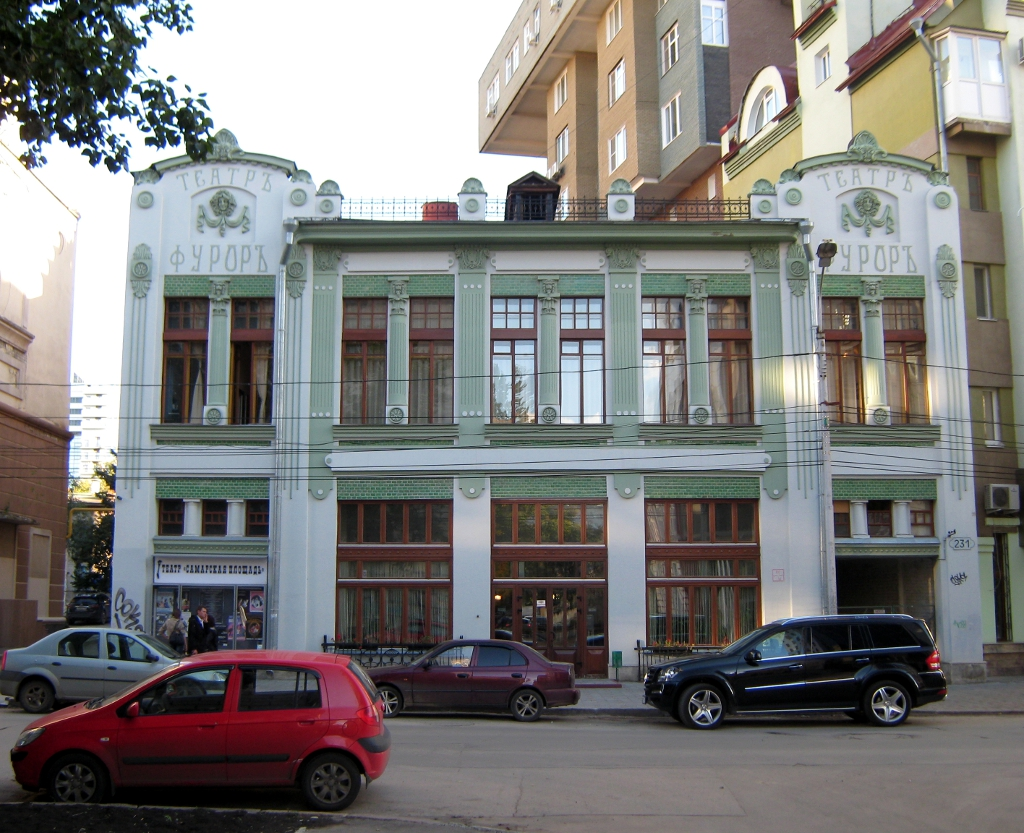
Здание бывшего кинотеатра «Фуроръ», ныне театр «Самарская площадь».

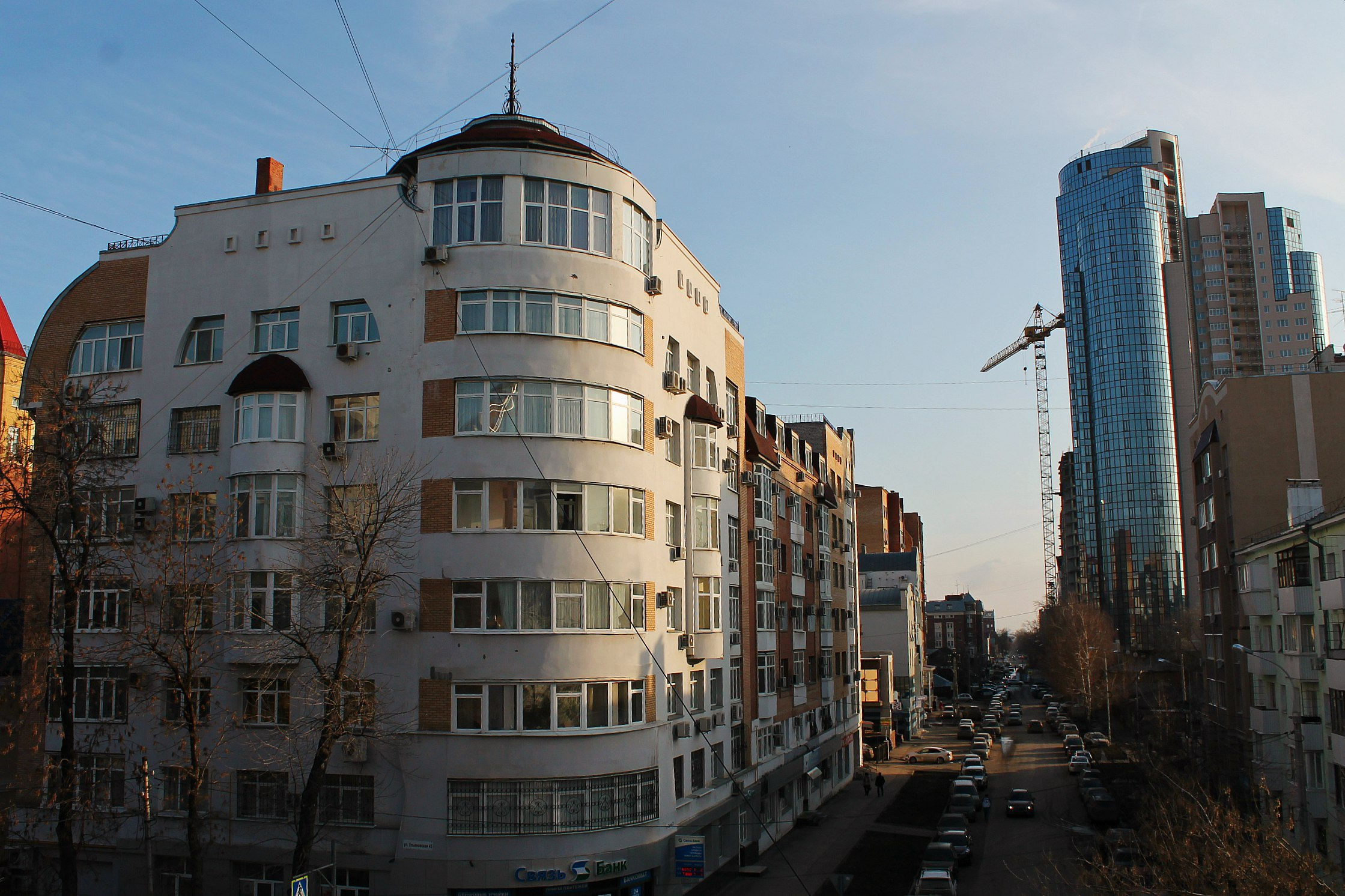
Вид на Садовую улицу. Справа на дальнем плане — ЖК «Вилоновский»

Начало улицы характеризуется малоэтажной старой застройкой, сохранилось несколько образцов русского деревянного зодчества. После улицы Красноармейской появляются многоэтажные современные дома.
- № 22Б — МАУ «Центр международных отношений»
- № 49 — Самарская хоральная синагога (историческая). Здание в мавританском стиле, архитектор З. Клейнерман. Синагога была закрыта в 1929 году, здание превратили в Дом культуры имени III Интернационала, потом в хлебозавод[1]. В данное время находится на реставрации.
- № 61 — Институт проблем управления сложными системами РАН[2][3]; ресторан «Восточный Квартал»
- № 100 — построенный в 1908 году доходный дом А. С. Филимонова по проекту архитектора Г. Н. Мошкова, в нём находилась «Пушкинская аптека»
- № 103 — деревянный двухэтажный дом в стиле модерн
- № 125 — Самарская макаронная фабрика «Верола», здание построено в 1882 году купцом Оскаром Карловичем Кеницером.[4]
- № 140 — дезинфекционная станция ЗАО НПО «Нильс»
- № 143 — дошкольное образовательное учреждение (детский сад) № 26[5]
- № 156 — ОАО «Медтехника»[6], стоматологическая клиника; офис компании «Крафт-С» — самарского провайдера и системного интегратора[7]
- № 166 — сохранившееся трёхэтажное здание в стиле «модерн». В этом здании в годы Великой Отечественной войны располагалось эвакуированное посольство Бельгии
- Городская поликлиника № 3 (на пересечении с Рабочей улицей)
- № 175 — Отделение Пенсионного фонда РФ в Самарской области[8]
- № 176 — жилой комплекс «Вилоновский», на данный момент самое высокое жилое здание в Самаре (140 метров высота, 34 этажа), построено в 2014—2016 годах. ЖК назван по улице Вилоновской, на углу которой он находится.
- № 207 — административное здание
- № 225, 227, 229 — 6-этажный жилой комплекс «Голландский дом» современной архитектуры в стиле «метафорический модернизм» по проекту архитектора Сергея Малахова[9]. Построен по программе «Ковчег».
- № 228 — деревянный дом с резьбой, бывший дом мещанки Сафоновой[10]
- № 231 — театр «Самарская площадь». Здание построено в 1880 годах как жилой дом усадьбы мещанина Баскакова, в 1913 году в нём размещался «театр электрического света Фурор»[11], о чём сохранилась надпись на фасаде. Это был четвёртый по счёту самарский кинотеатр. После революции в нём размещался клуб райкома ВКПб, затем опять кинотеатр, который получил название «Первомайский»[12]. Здание признано объектом культурного наследия местного значения.[13]
- № 233 — дошкольное образовательное учреждение (детский сад) № 252[5]
- № 243 — Администрация Ленинского района Самары[14], ООО Управляющая компания «Коммунальник»[15]
- № 251 — трёхэтажный жилой дом с административными помещениями, ресторан «Hadson»
- № 263 — семиэтажный жилой дом с административными помещениями.
- № 277 — многоэтажный жилой дом[16][17]
- № 278 — жилой дом с административными помещениями, 11 этажей, кафе, банк, на третьем этаже Самарский центр по ценообразованию в строительстве[18]
- № 280 — жилой дом с административными помещениями, 16 этажей: офисы торговых фирм, страховых компаний, редакции газет и журналов
- № 291 — жилой дом, признанный «памятником истории и архитектуры местного значения».
- № 337 — жилой дом с административными помещениями, 22 этажа (жилой комплекс «Камелот»)[19]

По анализу рынка недвижимости в 2016 году, улица Садовая была признана «самой дорогой улицей города».

### Утраченные здания
В «109 квартале» — между Вилоновской и Ульяновской улицами — стояло деревянное здание с куполом на балконе. В. Г. Каркарьян в книге «Тайны деревянных украсов Самары» назвал его «двухэтажным асимметричным домом с купольным завершением балкона» и привёл следующее описание: 
Балкон на углу двухэтажного деревянного дома на улице Садовой, 202, увенчанный куполом, был единственным в нашем городе образцом. Безымянный плотник, водрузив купол на балкон столь скромного дома, исходил, очевидно, из того, что купол, «который призван соединить небо и землю», придаст дому выразительный силуэт, выделит этот дом из остальных. К сожалению, дома этого уже нет.

## Почтовые индексы
- 443001
- 443020
- 443041[22]

## Транспорт
По Садовой улице общественный транспорт не ходит.
Движение автобусов осуществляется по соседней параллельной улице — Самарской. Также на автобусах и маршрутных такси можно доехать до пересечений Садовой улицы и улиц Ленинградской (остановка «Улица Садовая»), Льва Толстого (остановка «Театр кукол»), Красноармейской, Вилоновской.
Трамвайные пути пересекают Садовую улицу в двух местах: по ул. Красноармейской (остановки «Улица Галактионовская» и «Улица Братьев Коростелёвых») и по ул. Полевой (остановка «Проспект Ленина»).
На участке от ул. Чкалова в сторону ул. Полевой Садовая улица является дорогой с односторонним движением.

### Первый светофор
На пересечении улиц Садовой и Льва Толстого в 1947 году был установлен первый в городе светофор, о чём свидетельствует памятная табличка. Это место было выбрано для установки первого светофора, потому что на улице Садовой размещались и областная Госавтоинспекция, и дивизион ОРУДа (отдела по регулированию уличного движения).